# Adama Diop (basket-ball)
Pour les articles homonymes, voir Adama Diop et Diop.
Adama Diop, née le 28 juillet 1968 à Dakar et morte le 23 novembre 1997, est une joueuse sénégalaise de basket-ball.

## Biographie
Avec l'Équipe du Sénégal féminine de basket-ball, elle dispute le Championnat du monde 1990, remporte le Championnat d'Afrique 1990, les Jeux africains de 1995, les Jeux de la Francophonie de 1997 et le Championnat d'Afrique 1997.
En club, elle obtient avec le Dakar Université Club deux Coupes d’Afrique des clubs champions en 1993 et 1997, quatre titres de championnes du Sénégal (1992, 1995, 1996 et 1997) et trois Coupes du Sénégal (1991, 1993 et 1997).
Elle est élevée au rang de chevalier de l'Ordre du Mérite en 1991.
Elle meurt à l'âge de 29 ans d'une courte maladie.